# Othón P. Blanco (gemeente)
Othón P. Blanco is een gemeente in de Mexicaanse deelstaat Quintana Roo. De hoofdplaats van Othón P. Blanco is Chetumal, dat ook de hoofdstad van de staat Quintana Roo is. Othón P. Blanco heeft een oppervlakte van 17.190 km² en is daarmee de grootste gemeente van Quintana Roo.
Othón P. Blanco heeft 208.164 inwoners, waarvan 104.314 mannen en 103.850 vrouwen. 73.339 inwoners zijn veertien jaar of jonger. 24.957 inwoners spreken een inheemse taal, waarvan Maya met 20.303 het meeste sprekers heeft.

## Plaatsen in gemeente Othón P. Blanco
- Álvaro Obregón
- Bacalar
- Calderitas
- Carlos A. Madrazo
- Chetumal
- La Unión
- Mahahual
- Nicolás Bravo
- Sergio Butrón Casas
- Subteniente López
- Xcalak
- Xel-Há

Bacalar · Benito Juárez · Cozumel · Felipe Carrillo Puerto · Isla Mujeres · José María Morelos · Lázaro Cárdenas · Othón P. Blanco · Puerto Morelos · Solidaridad · Tulum
- Library of Congress Control Number: no2008011467
- Virtual International Authority File: 125873374
- WorldCat: E39PBJfH3P3KyppdmYjtMRJMT3